# Дорожное движение в Москве

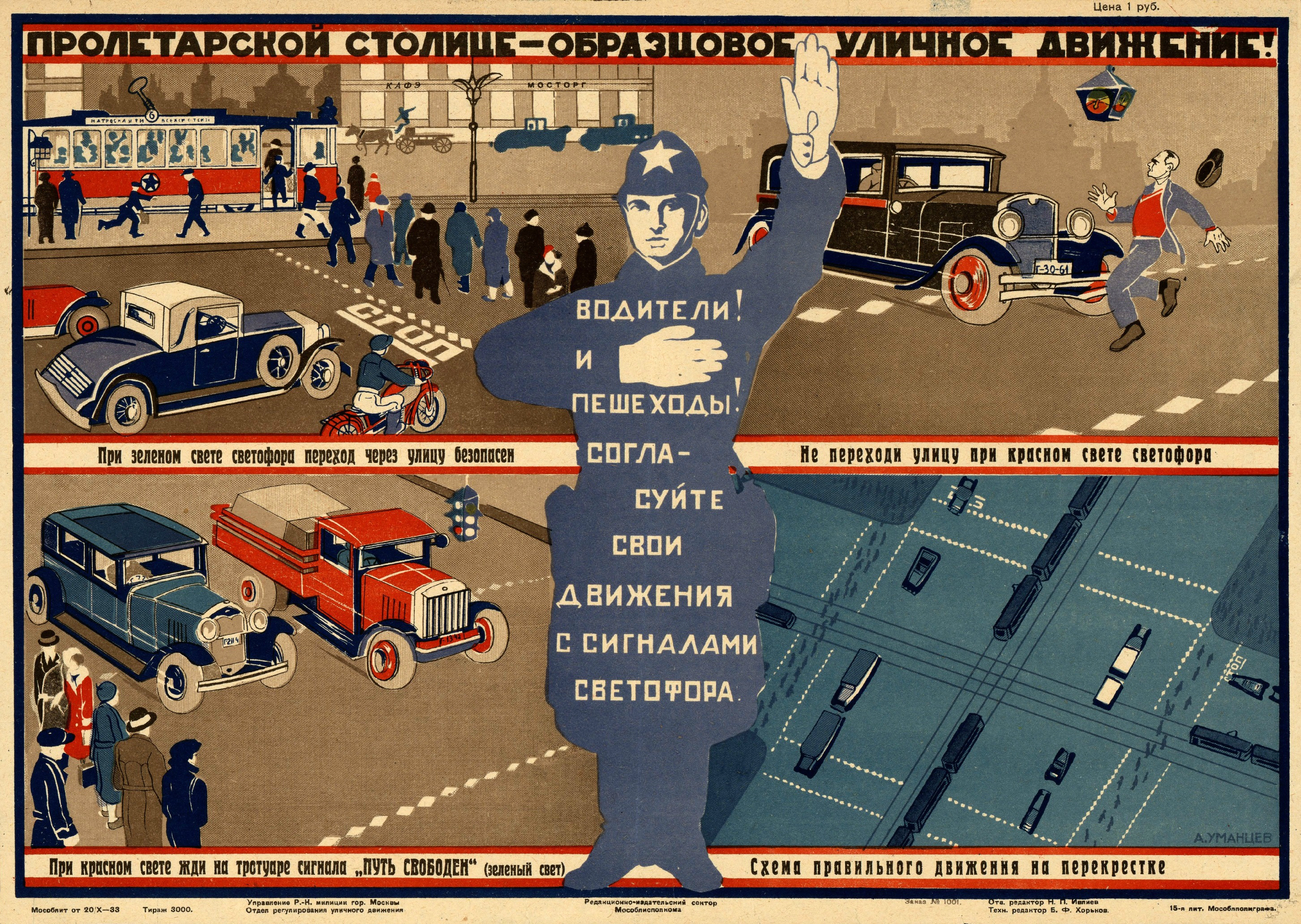
Плакат «Пролетарской столице — образцовое уличное движение!», 1933 год.

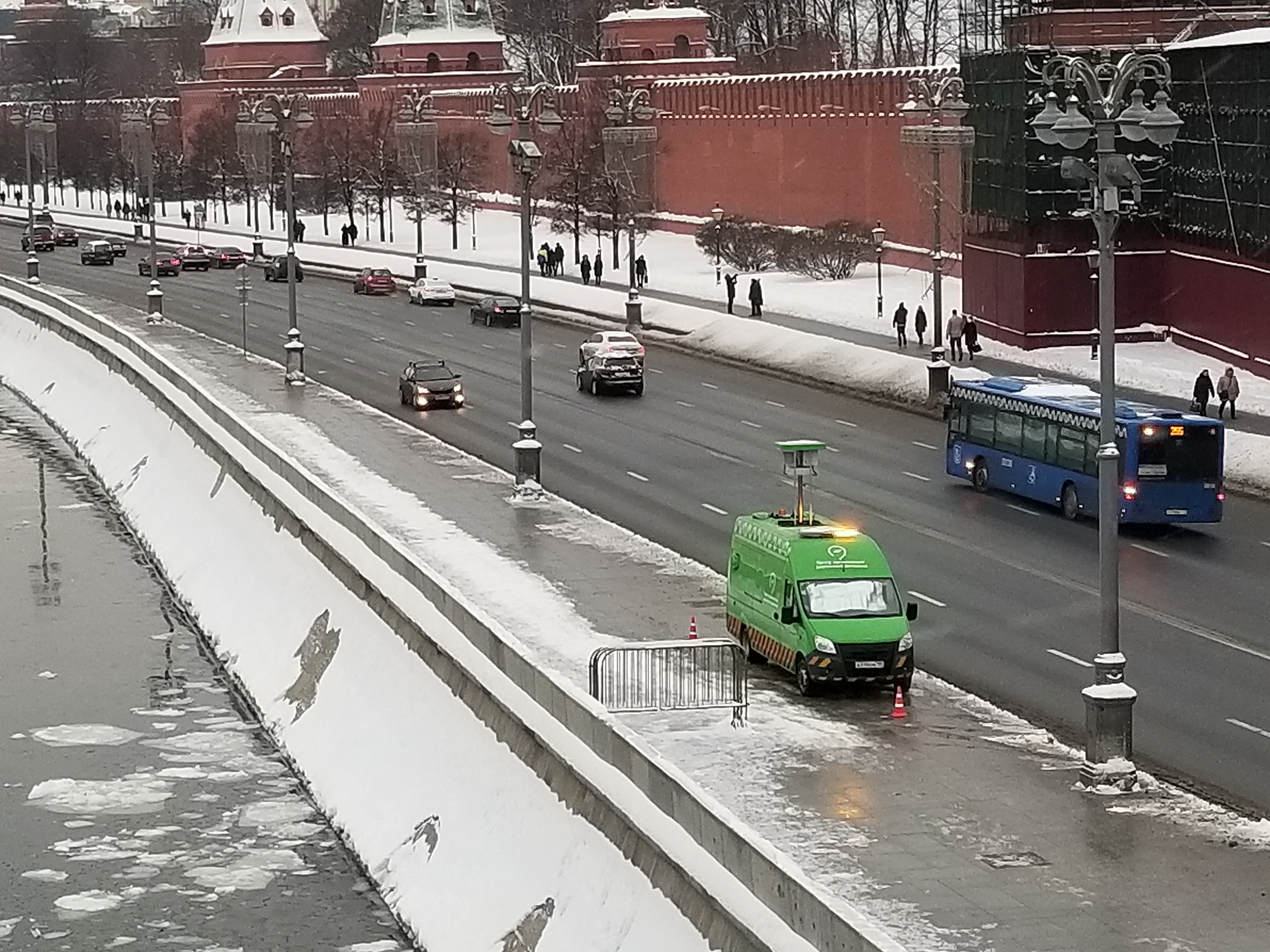
Передвижной комплекс фотовидеофиксации ЦОДД на Кремлёвской набережной.

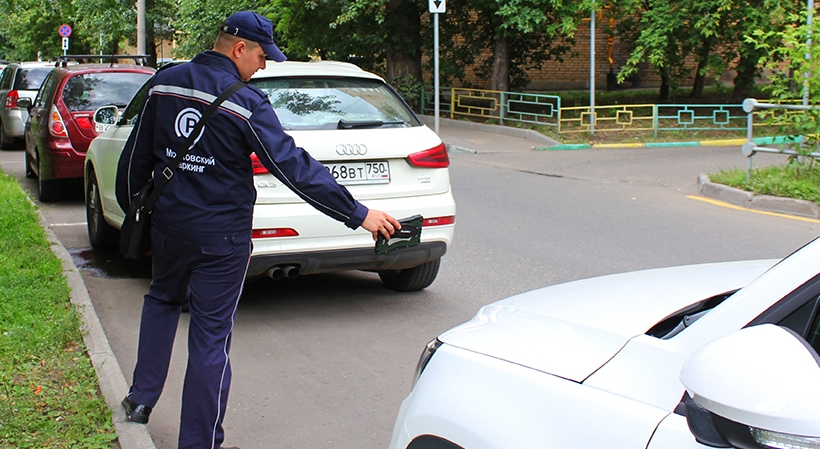
Инспектор ГКУ АМПП, выявляющий нарушителей правил остановки и стоянки, а также проверяющий оплату парковки в Москве.

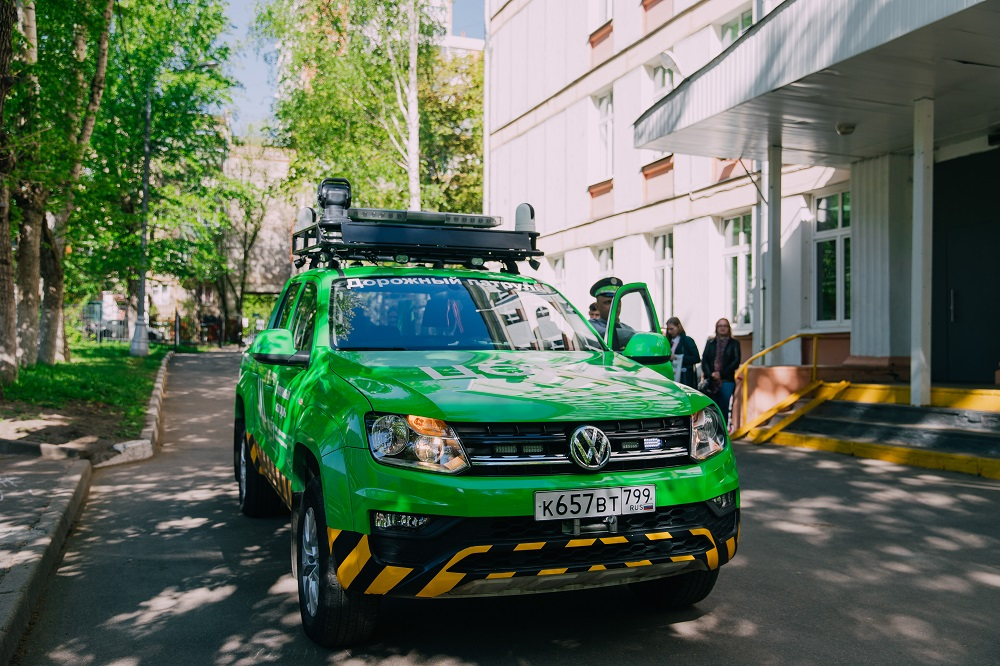
Дорожный патруль ЦОДД, оказывающий помощь автомобилистам на дорогах Москвы.

Дорожное движение в Москве — движение (дорожное и уличное) по территории столицы Российской Федерации — России.

## История
Дорожное движение в Москве характеризуется высокой интенсивностью. На отдельных магистралях города-героя интенсивность может достигать 200 000 автомобилей в сутки.
На начало 2017 года в Москве на учёте стояло 4 880 000 транспортных средств. Количество же автомобилей, ежедневно передвигающихся по дорогам Москвы, по оценке ЦОДД, составляло 3 500 000 единиц.
В Москве в 2016 году была внедрена интеллектуальная транспортная система, использовавшая к 2019 году свыше 3 500 датчиков движения транспорта, и управляющая светофорами. С момента внедрения этой системы в два раза снизилось число ДТП, а средняя скорость движения увеличилась на 13 %.

## Фиксация нарушений правил дорожного движения
Фиксация нарушений правил дорожного движения в Москве происходит как с помощью камер автоматической видеофиксации, так и с помощью мобильного приложения «Помощник Москвы», доступного обычным гражданам.

### Доходы Москвы от штрафов за нарушение ПДД
Доходы Москвы от штрафов за нарушение правил дорожного движения не являются существенной статьёй доходов собственного бюджета, однако размер собранных штрафов сравним с половиной бюджета среднего субъекта Центрального федерального округа.
| Год  | Доходы от штрафов, млрд руб. | Источники |
| ---- | ---------------------------- | --------- |
| 2015 | 11,3                         | [ 7 ]     |
| 2016 | 13,14                        | [ 6 ]     |
| 2017 | 16,6                         | [ 6 ]     |

## Аварийность на дорогах Москвы
|         | 2015  | 2016  | 2017  | 2018  | 2019 | Источники |
| ------- | ----- | ----- | ----- | ----- | ---- | --------- |
| ДТП     | 10396 | 9045  | 8907  | 9157  |      | [ 8 ]     |
| Погибло | 673   | 561   | 494   | 465   |      | [ 8 ]     |
| Ранено  | 11903 | 10326 | 10168 | 10469 |      | [ 8 ]     |

## Галерея

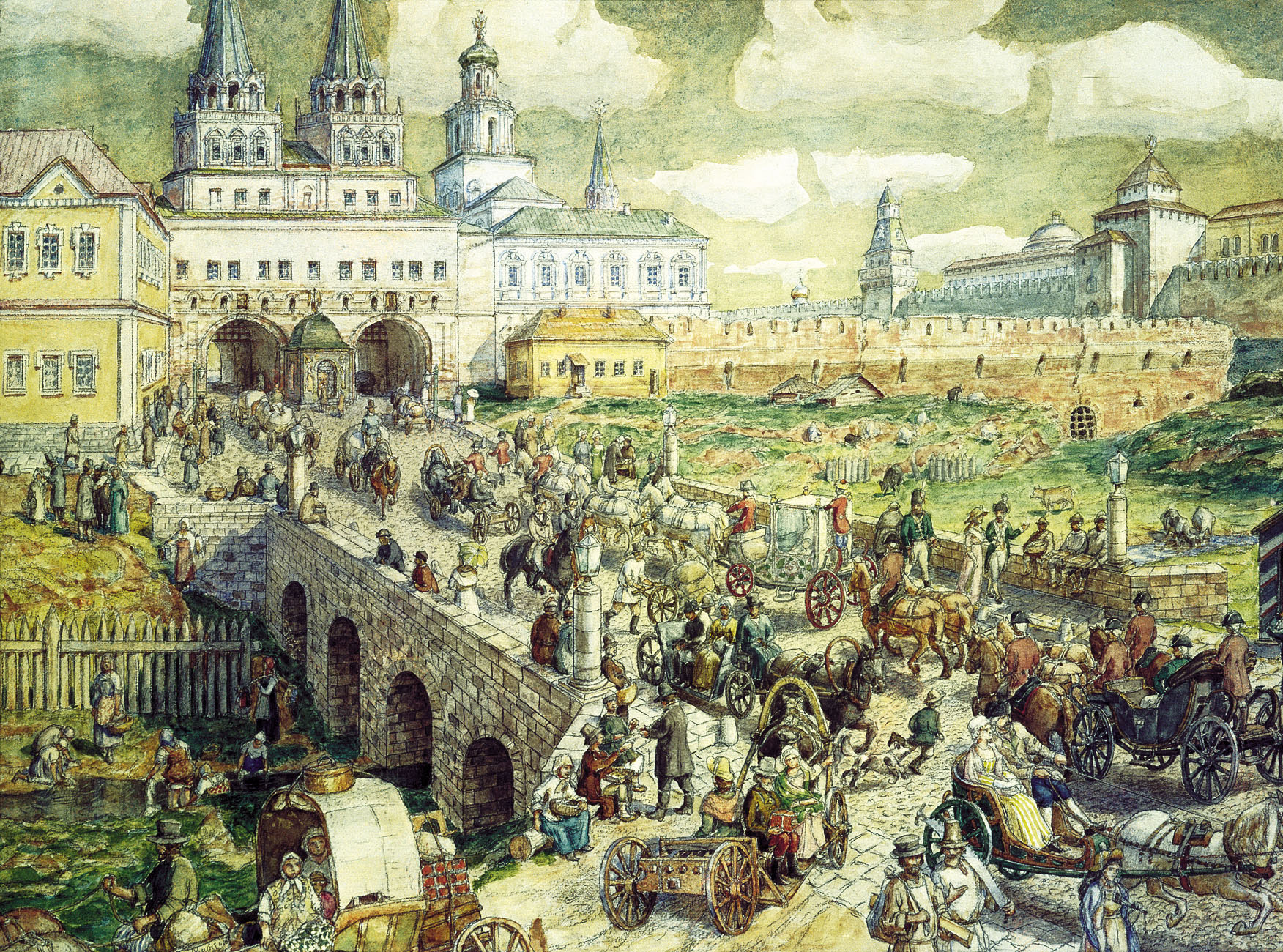
А. М. Васнецов, «Уличное движение на Воскресенском мосту в XVIII веке». 1926. Бумага, акварель, уголь. 45 × 60. Музей Москвы, Москва.
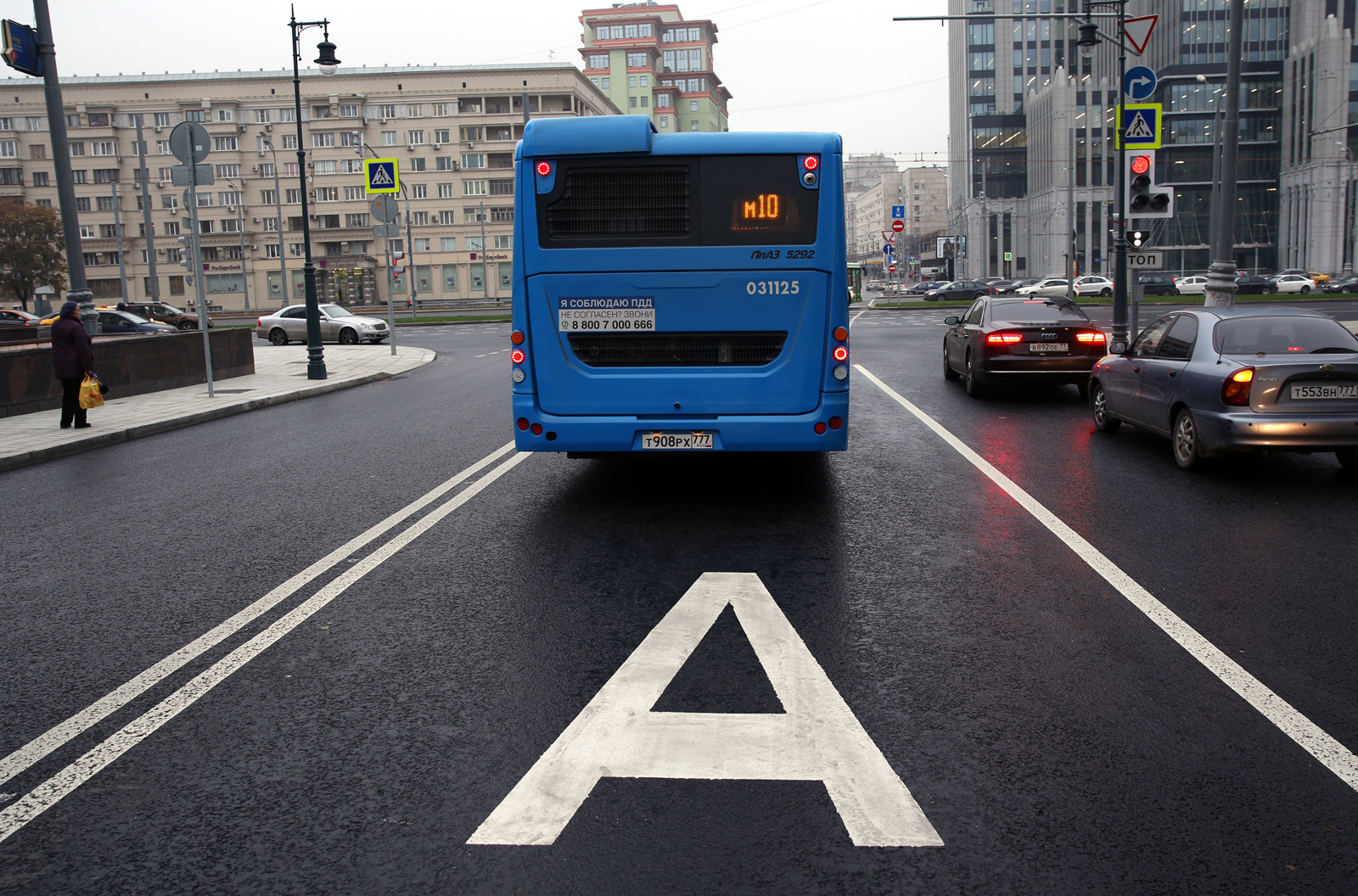
Выделенная полоса для общественного транспорта на улице Малая Дмитровка.
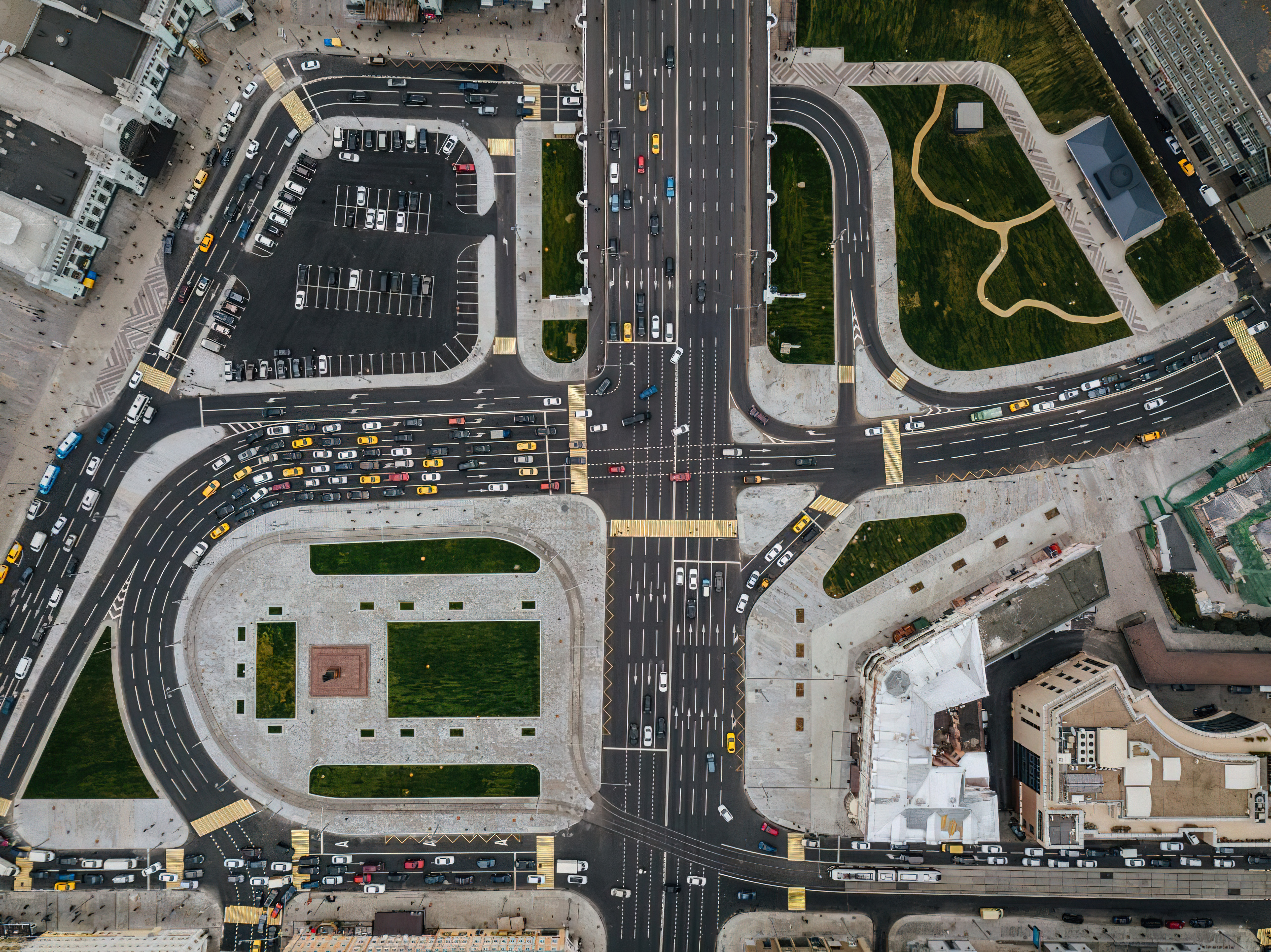
Перекрёсток на Площади Тверской Заставы рядом с Белорусским вокзалом.